# Mikania hensoldiana
Mikania hensoldiana là một loài thực vật có hoa trong họ Cúc. Loài này được Sánchez Vega & M.O.Dillon mô tả khoa học đầu tiên năm 2001.